# Одесский национальный медицинский университет
Оде́сский национа́льный медици́нский университе́т (сокр. ОНМедУ; укр. Одеський національний медичний університет, ОНМедУ) — высшее учебное заведение Украины, расположенное в Одессе. Основан в 1900 году как факультет Новороссийского университета, вскоре после основания был выделен в Одесский медицинский институт, затем переименован в Одесский медицинский институт им. Пирогова. В 1994 году вуз получил статус университета и соответствующее наименование (Одесский государственный медицинский университет).
21 августа 2010 года Указом Президента Украины В. Ф. Януковича Одесскому государственному медицинскому университету присвоен статус национального и дано новое название — Одесский национальный медицинский университет.

## История

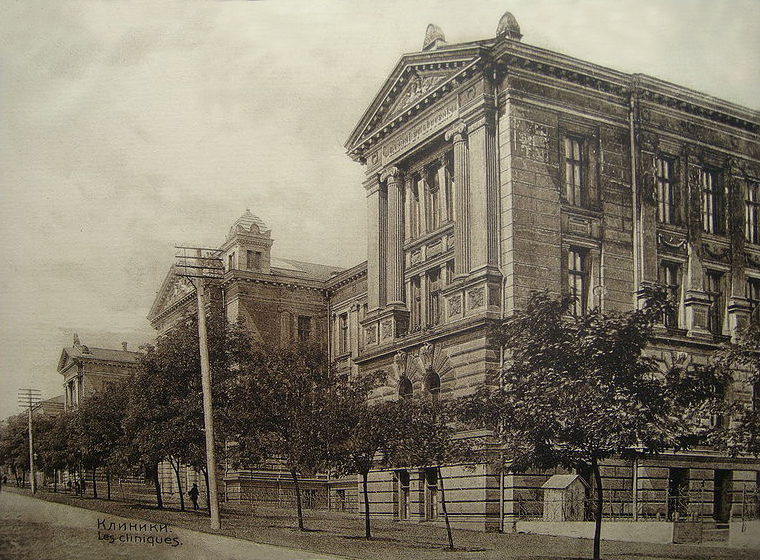
Главное здание в начале XX века

Одесский национальный медицинский университет был основан в 1900 году как медицинский факультет Новороссийского университета благодаря поддержке выдающегося учёного-хирурга Н. И. Пирогова. В 1920 медицинский факультет был преобразован в Медицинскую академию, а с 1921 года стал существовать как самостоятельный Медицинский институт (ОМИ), потом был переименован в Одесский государственный медицинский институт и Одесский медицинский институт им. Пирогова. В 1994 году ВУЗ приобрёл статус университета и название Одесский государственный медицинский университет.
28 августа 2010 года Указом Президента Украины Одесскому государственному медицинскому университету был присвоен статус национального и он был переименован в Одесский национальный медицинский университет.

## Учебный процесс и Болонская система
Учебная работа является приоритетной в университете. Она осуществляется по учебным планами, адаптированными к Болонской системе. Это обеспечивает сбалансированную, фундаментальную, специальную и гуманитарную подготовку специалистов на стыке разных областей медицинской науки. В учебный процесс вовлечено тестирование, кредитно-модульная система, дистанционный метод обучения, независимая система экспертной оценки знаний студентов.

## Ректоры
- Шведов Фёдор Никифорович (1900—1903)
- Деревицкий Алексей Николаевич (1903—1905)
- Занчевский Иван Михайлович (1905—1907)
- Левашов Сергей Васильевич (1907—1913)
- Кишенский Дмитрий Павлович (1913—1917)
- Заболотный Даниил Кириллович (1920—1921)
- Костямин Николай Николаевич (1921—1922)
- Громашевский Лев Васильевич (1923—1927)
- Боркусевич Сигизмунд Иосифович (1928—1929)
- Лаврецкий Александр Львович (1929—1932)
- Шашко Павел Иванович (1932—1934)
- Щербина Иван Алексеевич (1935—1937)
- Розман Михаил Лазаревич (1937—1941)
- Гаспарян Ашот Михайлович (1944—1949)
- Мотненко Антон Наумович (1949—1951)
- Дейнека Иван Яковлевич (1951—1967)
- Корхов Сергей Иванович (1967—1981)
- Бабов Дмитрий Михайлович (1981—1983)
- Ильин Игорь Иванович (1984—1994)
- Запорожан Валерий Николаевич (1994—2018)
- Сухин Юрий Витальевич (и. о.) (2018—2020)
- Вастьянов Руслан Сергеевич (и. о.) (2020)
- Запорожан Валерий Николаевич (с 2020)[1]

## Корпуса и кампуса
В университете работают 43 клинические кафедры, которые дислоцируются в 63 лечебно-профилактических учреждениях Одессы и области. Все кафедры университета имеют свой сайт в интернете, на котором расположены необходимые методические материалы на украинском, русском и английском языках. В библиотеке университета создан электронный каталог всего фонда книг и журналов (свыше 700 тыс. наименований), электронный фонд учебной литературы, обеспечен on-line доступ к электронным ресурсам. Для эффективного непрерывного профессионального развития врачей и провизоров создан Центр дистанционного образования. В университете созданы все условия для активного студенческого досуга. Университетский спортивный комплекс имеет 6 спортивных залов: игровых видов спорта, настольного тенниса, аэробики и художественной гимнастики, шейпинга, тренажерный зал и легкоатлетический манеж. Работают несколько спортивных секций: легкой атлетики, баскетбола, гандбола, тенниса, пауерлифтинга, гиревого спорта, плавания, фехтования, мини-футбола, борьбы дзюдо, борьбы, самбо, шахмат. В общежитиях есть спортивные площадки и тренажерные залы. На берегу Чёрного моря в Люстдорфе расположена спортивно-оздоровительная база для студентов. В университете существует центр студенческого творчества «VITA». В нём активно действуют 30 разножанровых творческих коллективов (вокальная студия «Гармония», ансамбль современного и эстрадного танца «Экспромт», ансамбль фольклорного пения и танца и другие), что объединяет около 250 студентов. В пяти общежитиях проживает почти 2500 студентов.

## Музеи университета

### Анатомический

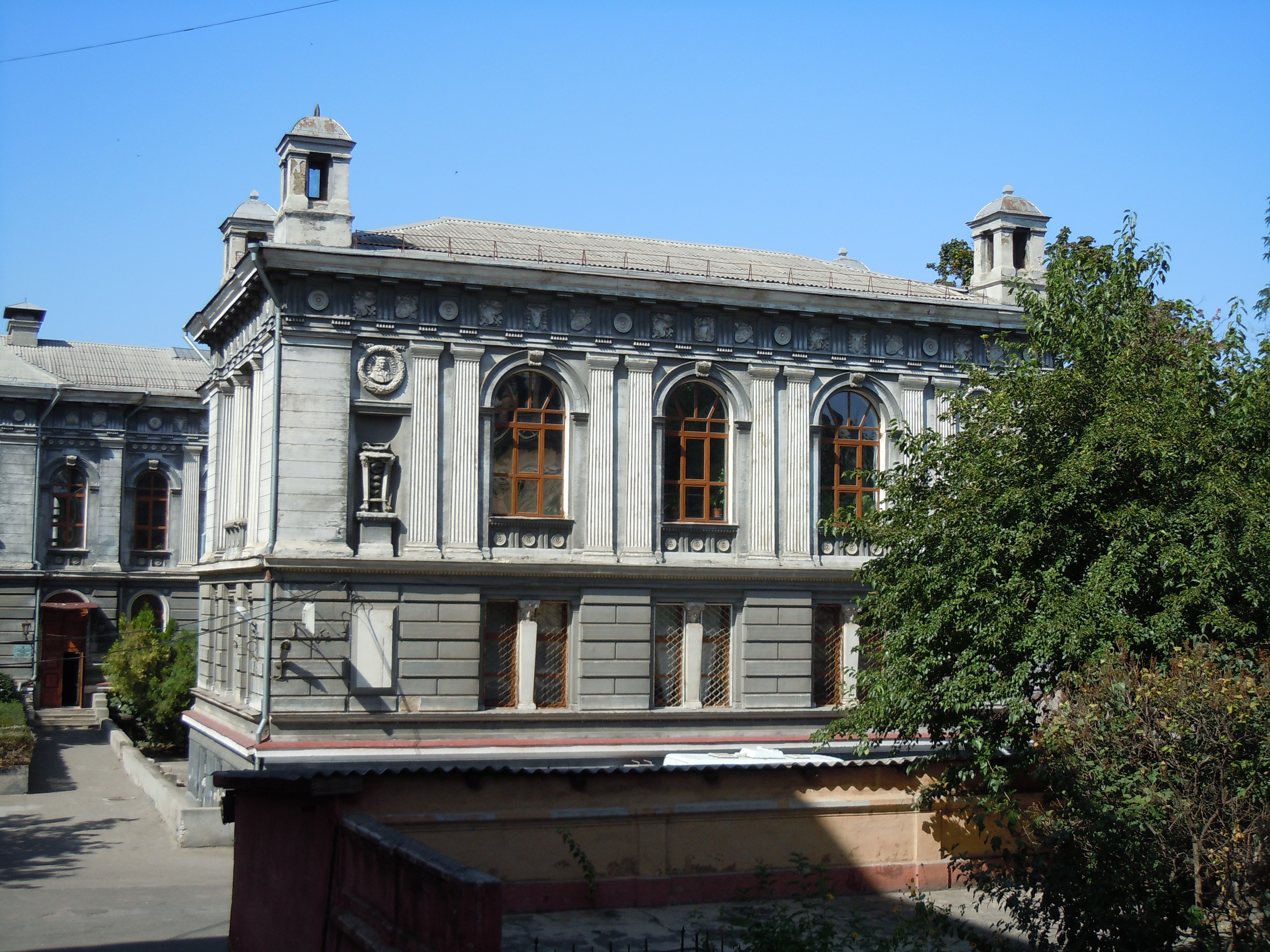
Анатомический корпус

Один из старейших профессиональных музеев Украины. Созданный в 1900 году по инициативе профессора Н. А. Батуева, первого заведующего кафедрой анатомии. Музей насчитывает более 3 тысяч экспонатов, которые собраны из самых отдаленных уголков мира. Среди них около сотни черепов и несколько дюжин скелетов человека — представителей различных наций и рас, фрагменты тел людей с египетских пирамид и археологических раскопок. С 1910 года до сих пор многие экспонаты выполняются студентами университета. Коллекция музея является учебным подразделением кафедры анатомии человека.

### Патологоанатомический
Один из лучших профессиональных музеев Украины. Созданный в 1902 году из препаратов коллекции профессоров Московского университета. Позже экспозиция музея пополнилась макропрепаратами, которые подарили кафедре одесские патологоанатомы. Сейчас музей насчитывает более 2 500 уникальных экспонатов, которые помогают углублённому изучению курса патологической анатомии.

### Исторический
Созданный в конце 80-х годов XX века, реконструированный в 2000 году к 100-летию университета, музей отражает вехи развития учебного заведения от его создания в 1900 году до настоящего времени. Представленные в экспозиции 4,5 тысячи экспонатов помогают студентам изучать курс истории медицины.

## Институты и факультеты
В университете функционируют 6 факультетов: медицинский № 1 (специальность «Лечебное дело»), медицинский № 2 (специальность «Лечебное дело»), стоматологический, фармацевтический, международный, последипломного образования.

## Интересный факт
На верхнем ярусе фасада здания главного корпуса расположены таблички с фамилиями великих учёных, в основном медиков. Помимо Гиппократа, с именем указан только Клод Бернар. Фамилии четверых учёных (Ухтомский, Веденский, Ковалевский и Мечников) указаны в дореформенной орфографии.

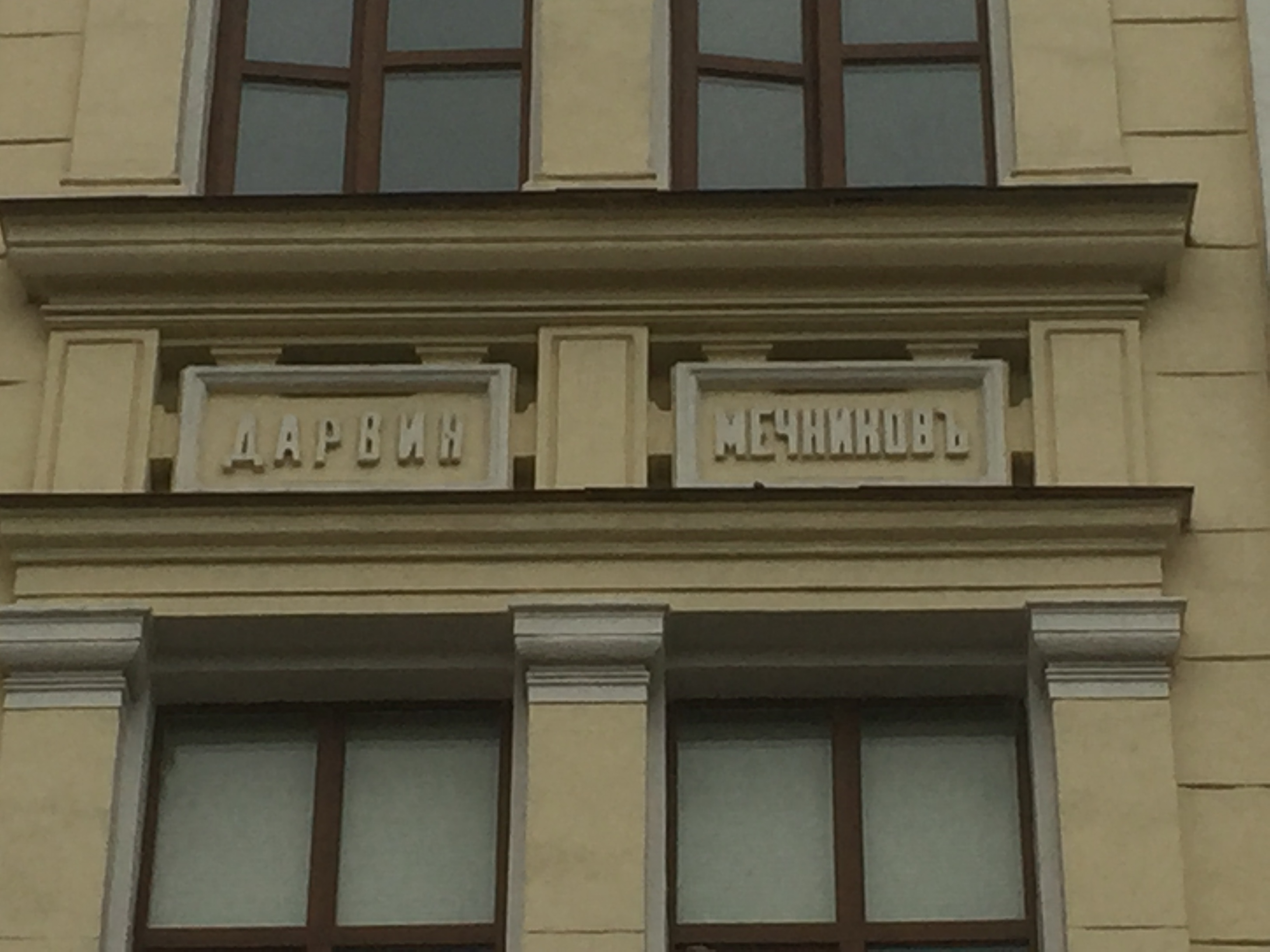
Образец двух различных стилей русской орфографии на фасаде ОНМедУ

- Клод Бернар
- Бах
- Эрисман
- Гарвей
- Семашко
- Боткин
- Ухтомскій
- Введенскій
- Ломоносов
- Ковалевскій
- Вериго
- Сеченов
- Пирогов
- Павлов
- Кравков
- Заболотный
- Гамалея
- Пастер
- Дарвин
- Мечниковъ
- Богомолец
- Подвысоцкий
- Пашутин
- Менделеев
- Гиппократ
- Тимирязев

## Перечень клинических баз университета
- Одесский областной медицинский центр (Центр хирургии печени и поджелудочной железы)
- Многопрофильная университетская клиника (Центр реконструктивной и восстановительной медицины)
- Университетская стоматологическая поликлиника
- Областная клиническая больница
- Областная детская клиническая больница
- Областная клиническая психиатрическая больница № 1
- Областной противотуберкулезный диспансер
- Областная клиническая противотуберкулезная больница для инвалидов ВОВ
- Областной лечебно-физкультурный диспансер
- Областной онкологический диспансер
- Одесский областной кожно-венерологический диспансер
- Центральный клинический военный госпиталь № 411 (ОдВО)
- Одесский госпиталь государственной пограничной службы Украины (Окружной военный госпиталь 26-го Одесского Краснознаменного пограничного отряда Западного погранокруга)
- Железнодорожная клиническая больница
- Детская железнодорожная клиническая больница
- Областной консультативно-диагностический центр
- Областное патолого-анатомическое бюро
- Областное бюро судебно-медицинской экспертизы
- Детские городские больницы № 1, № 2, № 3
- Городские клинические больницы № 1, № 3, № 4, № 9, № 10, № 11
- Городская клиническая инфекционная больница
- Областной роддом
- Городские роддома № 1, № 2, № 4, № 5, № 7
- Областная стоматологическая поликлиника
- НИИ стоматологии АМН Украины
- НИИ глазных болезней и тканевой терапии им. В. П. Филатова
- Украинский институт пластической хирургии и косметологии
- Усатовская участковая больница общей практики и семейной медицины
- Крыжановская сельская амбулатория семейной медицины и общей практики

Клинические базы университета в г. Николаеве:
- Областная детская клиническая больница
- Госпиталь инвалидов ВОВ
- Городская клиническая больница № 3
- Городской родильный дом № 3